# Друзь Олександр Олександрович
Олекса́ндр Олекса́ндрович Дру́зь (нар. 1 серпня 1995 — 16 серпня 2014) — солдат Збройних сил України, учасник російсько-української війни.

## Життєвий шлях
Народився 1995 року в смт Любашівка (Одеська область). Закінчив любашівський НВК «Загальноосвітня школа І—ІІІ ступенів — гімназія»; любашівський філіал профтехучилища, здобув спеціальності електрика й механіка, працював у фермерському господарстві «Основа-2». Дістав повістку, у військкоматі повідомили, що його призвуть навесні 2014-го, Олександр розрахувався з роботи, налаштувався на службу та підписав контракт. Спочатку потрапив у групу снайперів, потім перевівся в танкісти. Солдат, механік-водій 28-ї окремої механізованої бригади. Затримав порушника кордону, 17 квітня батьки отримали подяку командира частини.
З липня 2014-го перебував у зоні бойових дій. Загинув під час обстрілу, вчиненого терористами з РСЗВ «Град» біля села Благодатне (Амвросіївський район). Тоді ж полягли Віктор Булавенко, Костянтин Костенко, Микола Прудій, Олександр Топал й Олександр Цибульський.
Без Олександра лишились мама та сестра.
Похований у Любашівці 23 серпня 2014 року з військовими почестями.

## Нагороди та вшанування
За особисту мужність і героїзм, виявлені у захисті державного суверенітету та територіальної цілісності України, вірність військовій присязі під час російсько-української війни, відзначений — нагороджений
- орденом «За мужність» III ступеня (15.5.2015, посмертно)
- 17 жовтня 2014-го в Любашівській ЗОШ відкрито меморіальну дошку випускнику Олександру Друзю.
- Його портрет розміщений на меморіалі «Стіна пам'яті полеглих за Україну» у Києві: секція 2, ряд 8, місце 32.
- Вшановується 16 серпня на щоденному ранковому церемоніалі вшанування українських захисників, які загинули цього дня у різні роки внаслідок російської збройної агресії[2]
- найменовано вулицю Друзя Олександра в смт Любашівка
- присвоєно звання Почесний житель смт Любашівка.[3]